# Potok Malinów
Potok Malinów – potok, dopływ Żylicy w Beskidzie Śląskim. Według Geoportalu Potok Malinów wypływa po północnej stronie Przełęczy Salmopolskiej i jest lewym dopływem Żylicy, na innych jednak mapach potok ten jest górnym biegiem Żylicy.
Potok Malinów wypływa na wysokości około 880 m i spływa w kierunku północnym. Na wysokości około 820 m z prawej strony uchodzi do niego niewielki potok Sucha Roztoka, którego dolina wcina się w północno-zachodnie stoki Malinowa. Potok Malinów przepływa przez Salmopol, w środkowej części swojego biegu skręca na północny wschód i w Solisku na wysokości 644 m uchodzi do Żylicy jako jej lewy dopływ. Prawe zbocza doliny Potoku Malinów tworzy góra Malinów, lewe Biały Krzyż, Grabowa i Kotarz. Doliną potoku prowadzi serpentynami droga wojewódzka nr 942 ze Szczyrku przez Przełęcz Salmopolską do Wisły. Cała zlewnia potoku znajduje się w granicach miasta Szczyrk w województwie śląskim, w powiecie bielskim.